# Kalguksu
El kalguksu son un plato de fideos coreanos consistente en fideos de harina de trigo hechos a mano y cortados que se sirven en un cuenco grande con caldo y otros ingredientes. Se considera tradicionalmente un plato de temporada, consumido predominantemente en verano. Su nombre viene del hecho de que los fideos no se extruden ni se hilan, sino que se cortan.
El caldo para el kalguksu suele hacerse con anchoas secas, marisco y algas. Para obtener un sabor umami rico los ingredientes deben cocerse a fuego lento durante varias horas. A este caldo se añaden fideos blandos y diversas verduras, habitualmente calabacín y patata.